# Aleksander Zborowski (poseł)
Aleksander Zborowski (ur. 1820 – zm. 30 września 1905 w Krakowie)– poseł do Sejmu Krajowego Galicji II, IV i V kadencji (1868–1869, 1876-1889), c. k. starosta powiatu myślenickiego około 1871–1879, starosta powiatu chrzanowskiego (1879-1881), starosta powiatu nowosądeckiego około 1882.

## Życiorys
Syn Jana i Tekli Puszczałowskiej. Uczęszczał do gimnazjum w Czerniewicach, potem studiował prawo we Lwowie.  W 1860 roku mianowany sekretarzem namiestnictwa we Lwowie, dwa lata później przeniesiony do Krakowa. Mianowany starostą myślenickim. Wybrany w IV kurii obwodu Wadowice, z okręgu wyborczego nr 73 Myślenice-Jordanów-Maków w 1868, na miejsce opuszczone przez Józefa Zdunia. Starosta chrzanowski, w 1881 przeniesiony do Nowego Sącza.
Z pierwszego małżeństwa z Wandą ze Starzewskich miał córkę Marię, żonę Andrzeja Gołkowskiego, z drugiego z Emilią z Mikuliczów Radeckich córkę Walerię.
Honorowy obywatel miasta Myślenice.